# إسحاق مايو
إسحاق مايو (بالإنجليزية: Isaac Mayo)‏ هو عسكري أمريكي، ولد في 1828، وتوفي في 1912.